# Pokhara minuta
Pokhara minuta is een hooiwagen uit de familie Sclerosomatidae.